# گرمرسهایم
گرمرسهایم (به آلمانی: گرمرزهایم) یک شهر در آلمان است که در گرمرسهایم واقع شده‌است.

## خصوصیات
گرمرسهایم ۲۰٬۹۰۶ نفر جمعیت دارد.

## خواهرخوانده
شهرهای Tournus و Zalaszentgrót خواهرخوانده‌های گرمرسهایم هستند.